# KaDee Strickland
Katherine Dee "KaDee" Strickland, född 14 december 1975 i Blackshear i Georgia, är en amerikansk skådespelare.
Strickbland är bland annat känd för att mellan 2007 och 2013 ha spelat rollen som Charlotte King i TV-serien Private Practice.
Sedan 2006 är hon gift med skådespelaren Jason Behr. Tillsammans har de en son, född 2013.

## Filmografi i urval
- 1999 – Stulna år
- 2003 – Anything Else
- 2003 – Galen i kärlek
- 2004 – The Stepford Wives
- 2004 – Anacondas: The Hunt for the Blood Orchid
- 2004 – The Grudge
- 2005 – The Perfect Catch - Fever Pitch
- 2007 – American Gangster
- 2007–2013 – Private Practice (TV-serie)